# Західний швидкісний діаметр
60°00′00″ пн. ш. 30°13′55″ сх. д. / 60° пн. ш. 30.231944444444° сх. д.
Західний швидкісний діаметр (ЗШД)  — внутрішньоміська платна автомагістраль в Санкт-Петербурзі. 
Будівництво офіційно почалося в грудні 2005 року. Перша ділянка, що забезпечує підключення 3-го і 4-го районів морського порту і проспекту Стачок, був відкритий 30 жовтня 2008 . 14 жовтня 2010 відбулося відкриття руху до транспортної розв'язки з Благодатної вулиці. 10 жовтня 2012 року було відкрито рух по всій південній ділянці ЗШД до набережної річки Єкатерингофки. 2 серпня 2013 року почато рух по північній ділянці від Приморського проспекту до траси Скандинавія. 4 грудня 2016 року відкрили рух на останній (центральній) ділянці і на всьому ЗШД.